# The Knowe

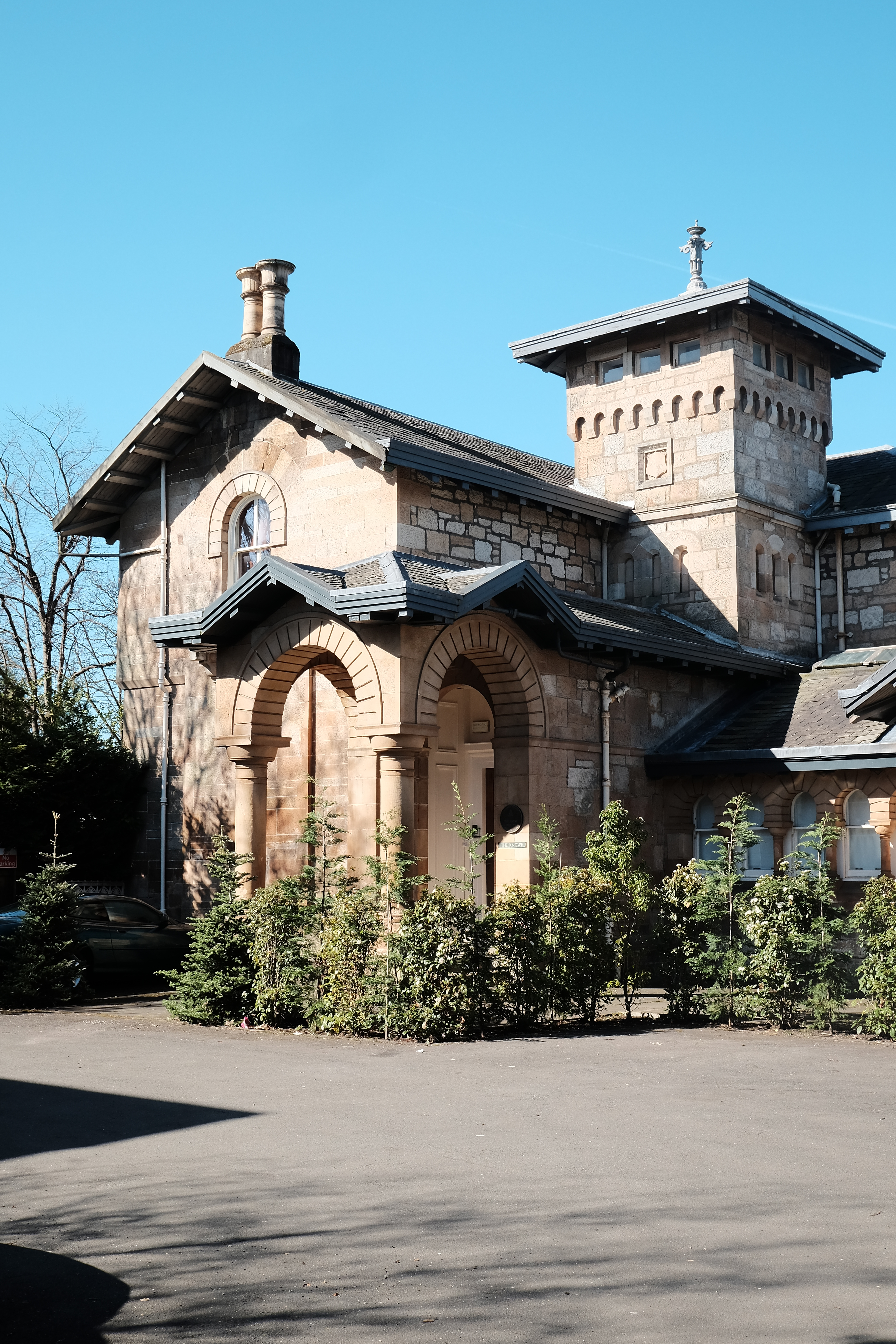
The Knowe, 301 Albert Drive

The Knowe ist eine Villa in der schottischen Stadt Glasgow. 1970 wurde das Bauwerk in die schottischen Denkmallisten in der höchsten Denkmalkategorie A aufgenommen.

## Geschichte
Die Villa für den Hutproduzenten John Blair wurde in drei Phasen erbaut. Die ursprüngliche Villa entstand zwischen 1850 und 1853. Für den Entwurf zeichnet der schottische Architekt Alexander Thomson verantwortlich, der zu dieser Zeit im Büro John Bairds tätig war. Möglicherweise handelt es sich bei The Knowe um Thomsons frühestes eigenständig geplantes Gebäude. Bereits 1855 wurde die Villa durch Thomson erweitert. Erneut wurde The Knowe 1899 durch George Gunn und John Campbell McKellar erweitert.

## Beschreibung
The Knowe steht am Albert Drive im südlichen Glasgower Stadtteil Pollokshields. Da die Villa zurückversetzt von der Straße steht, liegt sie jedoch näher an der rückwärtig verlaufenden Aytoun Road. Sie ist im historistischen Italianate-Stil mit neoromanischen Details ausgestaltet. Die ursprüngliche Villa wies grob einen L-förmigen Grundriss auf und umfasste einen zweistöckigen Turm. Infolge der Erweiterungen ergibt sich ein deutlich komplexerer Grundriss. Rechts und rückwärtig schließen sich flachere Flügel an den Turm an, die aus der zweiten Bauphase stammen. Das Mauerwerk besteht aus Natursteinquadern unterschiedlicher Größe. Die Fenster sind teils mit Rundbögen mit rustizierten Bögen gestaltet. Die Gestaltung der an der Pforte gelegenen Lodge weist zahlreiche Parallelen auf.